# Sławoj Leszek Głódź
Generál Sławoj Leszek Głódź (* 13. srpna 1945 Bobrówka, Podleské vojvodství) je polský katolický duchovní a voják, v letech 2008–2020 arcibiskup a metropolita gdaňský. V letech 1991–2004 byl polním biskupem Polské armády, v roce 1993 byl povýšen do hodnosti divizního generála, v roce 2004 jej papež jmenoval osobním arcibiskupem. V letech 2004-2008 byl biskupem varšavsko-pragským.

Erb arcibiskupa Głódźe

Jeho biskupské heslo zní Milito pro Christo (Bojuji za Krista). Jako polní biskup zavedl stejnojmenné vyznamenání Milito Pro Christo, které dnes již tradičně polský polní biskup uděluje.
Patří k nejkontroverznějším členům polského episkopátu. Opakovaně byl v médiích svými spolupracovníky a podřízenými kněžími obviňován z mobbingu, svatokupectví, vulgarit, pořádání pitek či zatajování případů sexuálního zneužívání mladistvých duchovními.
Na podzim 2020 bylo vůči němu zahájeno vnitrocírkevní vyšetřování kvůli podezření z krytí nahlášených případů sexuálního zneužívání.